# Episodi di Bridgerton (prima stagione)
La prima stagione della serie televisiva Bridgerton, composta da otto episodi, ha esordito su Netflix il 25 dicembre 2020.
| n. | Titolo originale           | Titolo italiano           | Pubblicazione USA | Pubblicazione Italia |
| -- | -------------------------- | ------------------------- | ----------------- | -------------------- |
| 1  | Diamond of the First Water | Diamante di prima qualità | 25 dicembre 2020  | 25 dicembre 2020     |
| 2  | Shock and Delight          | Scandalo e delizia        | 25 dicembre 2020  | 25 dicembre 2020     |
| 3  | Art of the Swoon           | L'arte dello svenimento   | 25 dicembre 2020  | 25 dicembre 2020     |
| 4  | An Affair of Honor         | Una questione di onore    | 25 dicembre 2020  | 25 dicembre 2020     |
| 5  | The Duke and I             | Il duca e io              | 25 dicembre 2020  | 25 dicembre 2020     |
| 6  | Swish                      | Fruscio                   | 25 dicembre 2020  | 25 dicembre 2020     |
| 7  | Oceans Apart               | Un oceano nel mezzo       | 25 dicembre 2020  | 25 dicembre 2020     |
| 8  | After the Rain             | Dopo la tempesta          | 25 dicembre 2020  | 25 dicembre 2020     |

## Diamante di prima qualità
- Titolo originale: Diamond of the First Water
- Diretto da: Julie Anne Robinson
- Scritto da: Chris Van Dusen

### Trama
Inghilterra, età della Reggenza (1811-1820).
Daphne Bridgerton, figlia del defunto visconte Bridgerton, come molte delle fanciulle in età da marito, si prepara per essere presentata alla regina Charlotte.
Sarà proprio la regina, insoddisfatta di tutte le ragazze che si presenteranno, a riservare a Daphne le migliori attenzioni, definendola “impeccabile” e aprendole le porte per diventare il diamante della stagione.
Nel frattempo, la misteriosa Lady Whistledown inizia a pubblicare un giornale in cui vengono raccolti tutti i pettegolezzi dell'alta società e annuncia il successo di Daphne a palazzo reale. Tra le varie famiglie londinesi prese di mira dall'autrice vi è anche la famiglia Featherington, che nel frattempo accoglie in casa propria una lontana cugina, Marina Thompson, di cui Lady Featherington teme la bellezza e che resterà con loro per tutta la stagione.
Fa il suo ritorno a Londra Simon Basset, duca di Hastings, che viene invitato con insistenza al ballo organizzato da Lady Danbury. Durante l'evento, Anthony, fratello maggiore di Daphne, allontana tutti i pretendenti dalla ragazza, lasciandola a conversare con Nigel Berbrooke, uomo brutto e inetto.

Proprio mentre la ragazza cerca di sfuggire all'uomo, si scontra con il Duca di Hastings. I due iniziano a battibeccare, in quanto il duca pensa che la ragazza finga di non sapere chi è lui, ma vengono interrotti da Anthony, che riconosce l'uomo come il suo vecchio compagno di studi a Oxford.
Fratello e sorella si avviano a casa e il mattino dopo aspettano con impazienza che i pretendenti di Daphne arrivino in visita. Tuttavia, la maggioranza dei gentiluomini si presenta a casa Featherington per rendere omaggio a Marina, con estremo disappunto di Lady Featherington. Tra i pochi pretendenti che si presentano dai Bridgerton vi è proprio Nigel Berbrooke, sgradito da Daphne e dalle sorelle.
Nel frattempo Lady Whistledown annuncia che il duca ha dichiarato di non aver intenzione di sposarsi, lasciando così morire il suo titolo, e invita le madri delle fanciulle a lottare per fargli cambiare idea. La sera stessa si tiene un evento a teatro e Lady Danbury, che in passato è stata tutrice del duca, invita Daphne e la madre nel suo palchetto, istruendo la donna su come far sfuggire Daphne dai cattivi pettegolezzi di Lady Whistledown e proponendo un matrimonio combinato tra i due giovani.

Il giorno dopo, infatti, la viscontessa invita il duca a cena da loro, facendo sedere Daphne vicino all'uomo. I due iniziano a punzecchiarsi su ciò che scrive Lady Whistledown sul loro conto, rimarcando i difetti di ciascuno elencati dall'autrice. La sera stessa, Lady Bridgerton rimprovera Anthony di non star rispettando i suoi impegni come Lord e lo invita a lasciare la sua amante Siena, cantante presso l'Opera.
Il giorno seguente si tiene un ballo e Anthony annuncia alla sorella che l'ha promessa in sposa a Lord Berbrooke; la ragazza, delusa e amareggiata, fugge nei giardini della villa, dove viene raggiunta proprio dal suo promesso. L'uomo, vistosi rifiutato, cerca di abusare di lei, che però prontamente lo mette a terra con un pugno. Il Duca di Hastings, arrivato sul posto e assistito alla scena, fa un patto con Daphne: per evitare che la ragazza sia compromessa e per sviare Lady Whistledown, i due fingeranno di avere un legame. In questo modo le madri londinesi smetteranno di perseguitare il duca, mentre Daphne, grazie alle attenzioni dell'uomo, si ritroverà con molti pretendenti.

I due fanno ritorno alla festa e danzano sotto gli occhi stupiti di tutti.

## Scandalo e delizia
- Titolo originale: Shock and Delight
- Diretto da: Tom Verica
- Scritto da: Janet Lin

### Trama
Tramite dei flashback, il duca rivive il rapporto avuto con il padre: dopo la morte della madre a causa del parto, l'allora Duca di Hastings ripudiò e allontanò il piccolo Simon a causa della sua balbuzie, difetto provocatogli dall'apprensione e severità del padre nel volere un erede a suo dire perfetto. A occuparsi di lui e a fargli superare la balbuzie fu Lady Danbury, vecchia amica della madre. A causa di questa rottura col padre, Simon giura all'uomo ormai morente di non sposarsi così da far cadere la dinastia e il titolo con lui.
Nel presente, Daphne e il duca iniziano a passare molto tempo insieme. Il loro piano sembra funzionare, ma Anthony annuncia alla sorella di averla data in sposa a Lord Berbrooke, unico pretendente che all'apparenza sembra un uomo onesto e senza debiti. Nonostante il matrimonio sia annullato quando il fratello viene a sapere dell'episodio nei giardini, Lord Berbrooke minaccia la famiglia Bridgerton di denunciare lo scandalo se Daphne non lo sposerà.

Lady Bridgerton, a quel punto, escogita uno stratagemma per scoprire i segreti del lord e farli trapelare; l'uomo è costretto a lasciare la città e il matrimonio viene così annullato.
Nel frattempo, Marina viene confinata da Lady Featherington nella sua stanza perché scopre di essere incinta di un uomo partito per la Spagna; Penelope Featherington cerca così di starle accanto e aiutarla.

## L'arte dello svenimento
- Titolo originale: Art of the Swoon
- Diretto da: Tom Verica
- Scritto da: Leila Cohan-Miccio

### Trama
Mentre Simon e Daphne diventano sempre più uniti, a Londra arriva il principe Federico di Prussia in cerca di moglie; il giovane nota subito Daphne, ma lei però non pensa ad altri che al duca. Lady Danbury fa capire a Simon che, a meno che l'uomo non abbia davvero intenzione di sposare Daphne, dovrà farsi da parte per il bene della ragazza. Il duca, quindi, per rispettare il suo voto tronca a malincuore il rapporto con la Bridgerton, che ne rimane spiazzata e affranta. Nonostante la delusione, Daphne capisce l'importanza di quell'occasione con il principe, quindi ne accetta il corteggiamento, prevalendo sulla sua rivale Cressida, un'altra debuttante.
Marina, ancora reclusa, riceve una finta lettera da parte del suo amato in cui l'uomo la lascia, non sapendo però che l'autrice della missiva è in realtà Lady Featherington. La donna così facendo riesce a convincere la ragazza a rimettersi in gioco per trovare un marito in fretta, al fine di non suscitare uno scandalo.
Intanto, Anthony non riesce a lasciar andare Siena, che però lo respinge. Eloise e Benedict Bridgerton si supportano a vicenda nella ricerca di una vita diversa.

## Una questione di onore
- Titolo originale: An Affair of Honor
- Diretto da: Sheree Folkson
- Scritto da: Abby McDonald

### Trama
Daphne continua a frequentare il principe, che la invita a palazzo reale facendole dono di una collana e successivamente a un incontro di boxe, dove la ragazza rivede il duca. Per quanto si sforzi, Daphne continua a pensare a Simon, mentre l'uomo decide di andarsene da Londra il prima possibile. Il giorno stesso, Anthony annuncia alla sorella la proposta di matrimonio del principe.
Durante un ballo organizzato da Lady Trowbridge, Marina accetta suo malgrado l'idea di essere data in sposa a un anziano lord, quando Colin Bridgerton la salva dalle danze. Tornata a casa, la ragazza annuncia a Penelope di voler sposare proprio il giovane Bridgerton, lasciando la cugina, innamorata di quest'ultimo, sconvolta. Eloise, che intanto stava cercando di scoprire l'identità di Lady Whistledown, viene malamente allontanata proprio da Penelope.

Benedict, nel frattempo, fa la conoscenza del pittore Henry Granville, mentre Lady Featherington scopre i debiti del marito.
Al ballo di Lady Trowbridge, il principe di Prussia cerca di proporsi direttamente a Daphne, ma questa, presa dal panico, corre via. A raggiungerla in giardino è Simon, che un attimo prima della sua partenza ha deciso di andare dalla ragazza per dirle addio. Dopo aver discusso, i due si baciano con passione ma vengono scoperti da Anthony, che porta via la sorella e decide di sfidare l'amico a duello per salvare l'onore di Daphne.
All'alba Anthony e Simon s'incontrano per duellare, ma proprio all'ultimo vengono fermati da Daphne. La ragazza comunica al duca che Cressida li ha visti e se non la sposerà lei sarà in ogni caso rovinata; Simon le confessa allora del suo voto e di non volerla sposare perché non potrà darle un figlio e la famiglia che lei desidera. Daphne, però, lo accetta e annuncia il suo matrimonio con il duca.

## Il duca e io
- Titolo originale: The Duke and I
- Diretto da: Sheree Folkson
- Scritto da: Joy C. Mitchell

### Trama
La richiesta di Daphne e il duca per una licenza di matrimonio in breve tempo viene rifiutata, così i due decidono di presentarsi direttamente al cospetto della regina, che grazie alla sincerità di Simon gliela concede.

La situazione tra i due promessi sposi, però, è molto tesa, in quanto entrambi dubitano dell'amore dell'altro e pensano di averlo intrappolato in un matrimonio. 
Anthony scopre che Siena se n'è andata, Benedict inizia a frequentare la casa di Granville e conosce la modista Genevieve Delacroix; Penelope, gelosa delle attenzioni di Colin per Marina, fa di tutto per allontanare i due.
Al matrimonio tra Daphne e Simon, Colin chiede la mano di Marina, mentre Eloise viene incaricata dalla regina stessa di continuare le sue ricerche per scoprire l'identità di Lady Whistledown.
Terminata la cerimonia, il duca e la duchessa partono per il castello di Clyvedon, fermandosi per la notte in una locanda. Lì, i novelli sposi riescono finalmente a confrontarsi e a consumare la loro prima notte di nozze.

## Fruscio
- Titolo originale: Swish
- Diretto da: Julie Anne Robinson
- Scritto da: Sarah Dollard

### Trama
Giunti nella tenuta di Clyvedon, Daphne si trova a fare i conti sia con i doveri da duchessa, sia con la scoperta della sessualità e del rapporto di coppia. La ragazza ben presto, però, scopre che Simon non è impossibilitato ad avere figli, ma non ne vuole e le ha nascosto il voto fatto a suo padre; decide così di forzare le cose e cercare di rimanere incinta, litigando poi con il marito.
A Londra, intanto, Colin annuncia il suo fidanzamento con Marina. Mentre Penelope fa di tutto per impedire il matrimonio tra i due, Colin propone alla ragazza di scappare in Scozia per sposarsi più in fretta, nonostante il disappunto della famiglia Bridgerton. Tuttavia, la mattina della partenza Lady Whistledown svela a tutti il segreto di Marina.

## Un oceano nel mezzo
- Titolo originale: Oceans Apart
- Diretto da: Alrick Riley
- Scritto da: Jay Ross e Abby McDonald

### Trama
Nonostante i due coniugi rimangano in lite, Daphne decide di tornare a Londra con Simon per aiutare la sua famiglia ad affrontare lo scandalo di Colin e Marina. Nel convincere il fratello a lasciar perdere la faccenda, Daphne entra maggiormente in confidenza con Marina, scoprendo l'identità del padre del bambino e promettendole di cercarlo grazie a un generale in città.

Sebbene Daphne e Simon non riescano a starsi lontani, una volta rincasata il duca le annuncia che qualora non sia incinta i due si separeranno, vivendo in due proprietà differenti.
Nel frattempo, Eloise è determinata a scoprire l'identità di Lady Whistledown per ristabilire l'onore della famiglia Featherington. La ragazza inizia a sospettare di Genevieve Delacroix, che intanto ha intrapreso una relazione con Benedict.
Lord Featherington propone a Will Mondrich,  amico pugile di Simon, un accordo: l'uomo punterà una grande cifra sull'avversario del prossimo incontro, e se il pugile perderà apposta gli darà metà della vincita.
Marina, disperata dalla situazione, cerca di abortire tramite un infuso. Daphne, invece, scopre di non essere incinta.

## Dopo la tempesta
- Titolo originale: After the Rain
- Diretto da: Alrick Riley
- Scritto da: Chris Van Dusen

### Trama
Phillip Crane, fratello dell'amante di Marina, giunge a Londra annunciando la morte in battaglia del fratello. L'uomo, inoltre, propone a Marina di sposarla e prendersi cura di lei e del bambino, ma la ragazza, convinta di averlo perso, rifiuta.
Durante l'incontro di boxe, Will Mondrich accetta infine la proposta di Lord Featherington e perde, assicurando una vita migliore alla sua famiglia. Grazie alla vincita, Lord Featherington riesce a risanare i propri debiti. Anthony, inoltre, si riunisce a Siena. Nel palazzo del duca, intanto, Daphne trova le lettere scritte da Simon al padre quando era bambino e capisce finalmente le motivazioni dietro al voto del marito, confrontandosi anche con Lady Danbury.
Prima del ballo di fine stagione al palazzo ducale, Anthony propone a Siena di presentarsi insieme, ma la donna all'ultimo rifiuta, chiedendogli di lasciarla andare. Nel frattempo, Lord Featherington viene assassinato dagli uomini con cui aveva fatto la scommessa.
Al ballo, Penelope cerca di confessare il suo amore a Colin, ma il ragazzo la precede annunciandole la sua partenza per l'Europa. Eloise scopre che gli agenti ingaggiati dalla regina per trovare Lady Whistledown hanno intenzione di tenderle una trappola, quindi raggiunge la stamperia per salvare l'autrice misteriosa.
A causa di un temporale, il ballo finisce prima del previsto, ma Daphne riesce ad aprirsi con Simon e i due si riconciliano, decidendo di rimanere insieme a Londra.
Mentre la famiglia Featherington piange la morte del capofamiglia, Marina, che ha scoperto di essere ancora incinta, parte con Phillip Crane. Anthony decide di mettere da parte i sentimenti e cercare moglie. Eloise realizza che l'identità di Lady Whistledown non può essere Madame Delacroix; l'autrice in realtà è rivelato essere Penelope Featherington.
Poco meno di un anno dopo, vediamo Daphne dare alla luce il primogenito suo e di Simon.